# Disputes sumèries
Les Disputes sumèries són uns textos literaris i mitològics escrits cap al III mil·lenni aC que contenen les explicacions sobre l'origen de diverses institucions i costums. Pertanyen al gènere de la disputatio o debat filosòfic i es tracta d'històries breus on diversos elements personificats contraris argumenten qui és millor o més adequat reflectint i justificant la cosmovisió sumèria imperant. El caràcter personificats dels protagonistes fa que els textos es puguin classificar com a faules però el seu propòsit i lligam amb els textos sacres sovint els situen dins la literatura sapiencial. Altres disputes trobades en accadi es consideren hereves d'aquestes disputes sumèries primigènies, que haurien influït també en algunes faules clàssiques grecollatines. La seva rellevància, a banda de la literària, rau en la il·lustració d'aspectes de la vida quotidiana dels sumeris.
Totes les disputes segueixen el mateix esquema: després d'una presentació dels personatges, comença el debat entre ells i una divinitat que fa d'àrbitre extreu la conclusió final. Els protagonistes es relacionen amb l'àmbit social i econòmic, per tant són mitemes posteriors a la creació del món o als relats sobre gestes divines. Cada contendent té assignat un espai similar i els temes poden anar canviant a través del diàleg, que sol tenir un caràcter amable malgrat la discussió. Al seu torn de paraula, el personatge enumera els seus avantatges o bé destaca els defectes de l'adversari.
Les disputes conservades són les següents:
- Disputa entre l'ocell i el peix
- Disputa entre l'ovella i el gra
- Disputa entre la mola de molí i la pedra
- Disputa entre el pic i l'arada
- Disputa entre la plata i el coure
- Disputa entre l'estiu i l'hivern
- Disputa entre l'arbre i la canya

Posteriorment es van afegir altres textos similars, però ja sense tots els elements d'aquest esquema, com la Disputa entre dues dones, la Disputa entre dos estudiosos o els debats inserits en narracions èpiques amb disputes entre déus.